# Pueblo Nuevo (Venezuela)
Pueblo Nuevo é uma cidade venezuelana, capital do município de Falcón.